# Stefano Sottile
Stefano Sottile (* 28. Januar 1998 in Borgosesia) ist ein italienischer Leichtathlet, der sich auf den Hochsprung spezialisiert hat.

## Sportliche Laufbahn
Erste internationale Erfahrungen sammelte Stefano Sottile im Jahr 2014, als er bei den Olympischen Jugendspielen in Nanjing mit übersprungenen 2,02 m den sechsten Platz belegte. Im Jahr darauf siegte er dann bei den Jugendweltmeisterschaften in Cali mit einer Höhe von 2,20 m. 2016 schied er bei den U20-Weltmeisterschaften in Bydgoszcz mit 2,09 m in der Qualifikation aus, wie auch bei den Leichtathletik-U20-Europameisterschaften 2017 in Grosseto mit 2,05 m. 2018 gewann er bei den U23-Mittelmeermeisterschaften in Jesolo mit einer Höhe von 2,19 m die Silbermedaille hinter seinem Landsmann Christian Falocchi. Im Jahr darauf wurde er bei den U23-Europameisterschaften in Gävle mit 2,20 m Vierter und nahm anschließend auch an den Weltmeisterschaften in Doha teil, bei denen er aber mit 2,26 m in der Qualifikation ausschied. 2021 nahm er an den Olympischen Spielen in Tokio teil und verpasste dort mit 2,17 m den Finaleinzug.
2023 startete er bei den Halleneuropameisterschaften in Istanbul und schied dort mit übersprungenen 2,08 m in der Qualifikationsrunde aus. Auch bei den Weltmeisterschaften im August in Budapest verpasste er mit 2,22 m den Finaleinzug. Im Jahr darauf belegte er bei den Europameisterschaften in Rom mit 2,22 m den sechsten Platz. Anschließend wurde er beim Herculis mit 2,28 m Dritter, ehe er bei den Olympischen Sommerspielen in Paris mit neuer Bestleistung von 2,34 m im Finale auf den vierten Platz gelangte.
In den Jahren 2019, 2023 und 2024 wurde Sottile italienischer Meister im Freien sowie 2018 und 2023 in der Halle.